# Vigneron (pistola-metralhadora)
A Vigneron é uma pistola-metralhadora desenvolvida na Bélgica durante a década de 1950, pelo Coronel Georges Vigneron. Utilizava a munição 9 mm Parabellum e permitia o uso do carregador da pistola-metralhadora MP40. A Vigneron é uma arma de fogo selectivo para combate em proximidade em áreas urbanas ou rurais. A arma foi adoptada pelo Exército Belga, em 1953, mantendo-se em serviço até à década de 1980. Alguns exemplares também foram adquiridos pelo Exército Português para uso no início da Guerra do Ultramar (em Portugal a arma era conhecida por Pistola-Metralhadora 9 mm Vigneron m/961).

## Variantes
Vigneron M1: versão inicial, cujo projecto adoptou algumas características das pistolas-metralhadoras Thompson, Sten, M3 e MP40;
Vigneron M2: versão aperfeiçoada ao nível das miras e da cobertura das molas.

## Usuários
- Argélia[1]
- Bélgica[1]
- Burundi[1]
- Congo-Kinshasa[2][3]
  -  Katanga[4]
- Luxemburgo[5]
- Portugal (designada como Pistola Metralhadora m/961)[1]
- Ruanda[1]
- IRA[3][1]